# Sonata de iglesia n.º 8 (Mozart)
La Sonata de iglesia n.º 8 en la mayor, K. 225/241b, es una sonata de iglesia en un único movimiento, escrita por Wolfgang Amadeus Mozart a principios del año 1776, cuando tenía veinte años de edad. La pieza fue compuesta en Salzburgo, para su uso por parte del príncipe-arzobispo Hieronymus von Colloredo, a cuyo servicio trabajaba Mozart desde 1772.

## Características
La obra está escrita en compás de 3/4, con una indicación de tempo de Allegro. Presenta una extensión de ciento veintiún compases, y consta de dos secciones, ambas repetidas: la primera (compases 1-50) se desplaza a la tonalidad de la dominante (mi mayor), mientras que la segunda (compases 51-121) regresa a la tonalidad principal. Por otra parte, como la mayor parte de las sonatas de iglesia mozartianas, está escrita para dos violines, órgano, y bajos (violonchelo y contrabajo, y fagot ad libitum).